# Ejido Rebeca Dos
Ejido Rebeca Dos är en ort i Mexiko.   Den ligger i kommunen Culiacán och delstaten Sinaloa, i den västra delen av landet, 1 000 km nordväst om huvudstaden Mexico City. Ejido Rebeca Dos ligger 12 meter över havet och antalet invånare är 236.
Terrängen runt Ejido Rebeca Dos är mycket platt. Runt Ejido Rebeca Dos är det ganska tätbefolkat, med 155 invånare per kvadratkilometer. Närmaste större samhälle är Villa de Costa Rica, 15,6 km norr om Ejido Rebeca Dos. Trakten runt Ejido Rebeca Dos består till största delen av jordbruksmark.